# Subversivo sinclinal
Subversivo Sinclinal es un grupo de música rock de Granada (España), procedente de la escena underground, que cuenta con cuatro discos publicados desde 1995.
La banda está formada únicamente por dos componentes, Alejandro (guitarras) y Javi (voz), aunque para las grabaciones y las actuaciones en directo cuentan con varios músicos de acompañamiento. En el origen del grupo contaban con un integrante más, David (bajo).
Desde su primer larga duración, Subversivo Sinclinal ha publicado todo su material en la discográfica Piaso Records, S.A.
La política musical del grupo se basa en los ritmos roqueros de los setenta y ochenta, aunque han llegado a mezclar toda clase de estilos a lo largo de su carrera. En cuanto a letras, el punto fuerte de la banda, mantienen siempre una estructura similar por cuanto son amantes de los binomios gramaticales para titular sus discos e incluso el mismo nombre del grupo. Las letras de sus canciones siempre tienen el pesimismo, el existencialismo, el nihilismo y la mordacidad como telón de fondo, de modo que las metáforas kafkianas salpican a diestro y siniestro toda composición subversiva.
Dado su carácter underground, Subversivo sinclinal está considerado un grupo de culto.
Sus influencias musicales abarcan desde 091, pasando por The Animals, The Beatles, Led Zeppelin, Pink Floyd,etc. y llegando hasta formaciones más heavy metal como Metallica.
Su álbum más vendido y aplaudido hasta la fecha es Introspección Analítica (2008)
El último proyecto de Subversivo Sinclinal se titula Nostalgia Vacua, un mini-relato por capítulos que publican en su blog oficial.

## Discografía
- Preludios Pesimistas (1995)
- Inconformismo Acomodaticio (2002)
- Oxímoron Coherente (2005)
- Introspección Analítica (2008)